# Liga Catarinense de Futebol Americano
A Liga Catarinense de Futebol Americano (LCFA) é uma entidade esportiva auto-gerida de caráter amador e nível estadual formada por times de futebol americano do estado brasileiro de Santa Catarina responsável pela organização e realização do campeonato estadual catarinense desde 2006. Esta entidade é a representante oficial no estado da prática organizada do esporte na modalidade fullpads e reconhecida pela Confederação Brasileira de Futebol Americano (CBFA).

## Histórico
O futebol americano vem sendo praticado em Santa Catarina desde 1991, a partir da fundação do primeiro time de Futebol Americano de Grama do Brasil, o Joinville Panzers, por Dennis Prants, time sediado na cidade de Joinville. A LCFA é a primeira liga no país de futebol americano de contato (tackle) praticado em grama (piso original do esporte). Com o passar dos anos e o surgimento de novas equipes no estado, como o Admirals de Brusque, o Istepôs de Florianópolis e o Breakers de Jaraguá do Sul, vislumbrou-se entre as diretorias das respectivas equipes a possibilidade de iniciar em 2004 uma competição de caráter amador e nível estadual nos moldes do que vem hoje a ser a LCFA.
Na visão estratégica da LCFA, cidades de destaque em suas regiões como Lages, Rio do Sul, Chapecó, dentre tantas outras, serão trabalhadas e terão todo respaldo técnico para a criação de novas equipes, como ocorreu nas demais cidades anteriormente citadas.

Atualmente, a liga conta com seis equipes formadas e em atividade.

As equipes Timbó Rex e Jaraguá Breakers estão ativas mas optaram por não participar do campeonato catarinense até o ano de 2014 para poderem se dedicar exclusivamente ao então Torneio Touchdown.

A tradicional equipe de Joinville não participou da edição de 2013 da liga por conta de uma reformulação na equipe.

## Membros
Das sete equipes que atualmente fazem parte da LCFA, somente uma é membro-fundadora da competição, e uma é membro estreante pela primeira vez no campeonato. Ainda no ano de 2013 haviam equipes em desenvolvimento nos municípios de Gaspar, Barra Velha e São Miguel do Oeste.

### Membros Fundadores 2006
- Brusque Admirals[nota 1]
- Floripa Istepôs
- Jaraguá Breakers
- Joinville Panzers[nota 2]

### Participantes 2007
- Blumenau Riesen[nota 1]
- Brusque Admirals[nota 1]
- Floripa Istepôs
- Jaraguá Breakers
- Joinville Panzers[nota 2]

### Participantes 2008
- Blumenau Riesen[nota 1]
- Brusque Admirals[nota 1]
- Floripa Istepôs
- Garuva Hurricanes
- Jaraguá Breakers
- Joinville Panzers[nota 2]
- Timbó Rhinos[nota 3]
- Tubarão Predadores[nota 2]

### Participantes 2009
- Blumenau Riesen[nota 1]
- Brusque Admirals[nota 1]
- São José Istepôs
- Joinville Gladiators
- Timbó Rhinos[nota 3]

### Participantes 2010
- Blumenau Riesen[nota 1]
- Brusque Admirals[nota 1]
- Corupá Buffalos
- Jaragua do Sul Breakers
- Joinville Gladiators
- São José Istepôs
- Timbó Rhinos[nota 3]
- Tubarão Predadores[nota 2]

### Participantes 2011
- Blumenau Riesen[nota 1]
- Brusque Admirals[nota 1]
- Corupá Buffalos
- Jaragua do Sul Breakers
- Joinville Gladiators
- São José Istepôs
- Timbó Rhinos[nota 3]
- Tubarão Predadores[nota 2]

### Participantes 2012
- Barbaros do Vale[nota 1]
- Corupá Buffalos
- Criciúma Slayers
- Itapema White Sharks
- Jaragua do Sul Breakers
- Joinville Gladiators
- São José Istepôs

### Participantes 2013
- Balneario Camboriu Lobos do Mar
- Barbaros do Vale[nota 1]
- Corupá Buffalos
- Criciúma Slayers
- Itapema White Sharks
- São José Istepôs

### Participantes 2014[1]
- Lobos do Mar
- Corupá Buffalos
- Gaspar Black Hawks
- Itapema White Sharks
- São José Istepôs
- Joinville Gladiators

### Participantes 2015
- Timbó Rex
- Corupá Buffalos
- Joinville Gladiators
- São José Istepôs
- Criciúma Miners
- Itapema White Sharks

### Participantes 2016
Grupo Norte
- Timbó Rex
- Corupá Buffalos
- Joinville Gladiators

Grupo Sul
- São José Istepôs
- Criciúma Miners
- Camboriú Broqueiros

## SC Bowl
O SC Bowl é a final do Campeonato Catarinense de Futebol Americano.
O SC Bowl I aconteceu em 2006 (por falta de registro, não se tem a informação da data exata do jogo), tendo como campeão o Joinville Panzers, O Brusque Admirals ficou com o vice-campeonato.
O SC Bowl II aconteceu no dia 20 de Outubro de 2007, tendo como campeão o Joinville Panzers, pela segunda vez consecutiva. O Brusque Admirals ficou com o vice-campeonato.
O SC Bowl III aconteceu no dia 11 de Outubro de 2008, tendo como campeão o Joinville Panzers, pela terceira vez consecutiva e invicto. O Jaraguá Breakers ficou com o vice-campeonato.
O SC Bowl IV aconteceu no dia 12 de Dezembro de 2009, tendo como campeão o Joinville Gladiators. Lembrando que o time do Gladiators foi formado por jogadores do extinto Panzers. O São José Istepôs ficou com o vice-campeonato.
O SC Bowl V aconteceu no dia 15 de Agosto de 2010, tendo como campeão o Joinville Gladiators, pela segunda vez consecutiva. O São José Istepôs ficou com o vice-campeonato.
O SC Bowl VI aconteceu no dia 23 de Julho de 2011, tendo como campeão o Joinville Gladiators, pela terceira vez consecutiva. O Corupá Buffalos ficou com o vice-campeonato.
O SC Bowl VII aconteceu no dia 24 de Junho de 2012, tendo como campeão o Corupá Buffalos. Essa foi a primeira final da LCFA fora de Joinville. E, consequentemente, o primeiro título para um time que não fosse o Joinville. A partida foi decidida nos segundos finais com um field goal para a equipe de Corupá. O São José Istepôs ficou com o vice-campeonato.
O SC Bowl VIII aconteceu no dia 23 de Junho de 2013, tendo como campeão o São José Istepôs. Novamente a final mudou de lugar, sendo realizada na casa do São José Istepos por ter melhor campanha na temporada regular. Repetindo a final do ano anterior a disputa foi realizada entre São José Istepôs e Corupa Buffalos. Em partida completamente dominada pelo time do Istepos, a equipe Josefense se sagrou campeã pela primeira vez também aplicando um recorde de pontuação para uma final de campeonato, 71 x 00 para equipe da casa.
O SC Bowl IX aconteceu no dia 28 de junho de 2014,  tendo como campeão o São José Istepôs. O evento seria realizado inicialmente no dia 08 de junho, porém devido as fortes chuvas que atingiram toda região causando diversos estragos foi decidido pela equipe de arbitragem e representantes da FCFA o adiamento do evento. Esse ano o evento foi realizado na cidade de  São João Batista que ofereceu toda estrutura e apoio a federação e ao evento. A equipe do Istepos, que teve a melhor campanha na temporada regular, e a equipe do Gladiators, que venceu o wild card contra a equipe do Buffalos, se enfrentaram debaixo de muita chuva resultando no segundo título consecutivo da equipe Josefense. Com um placar de 16 x 00 a equipe do Istepos se sagrou bicampeã catarinense de Futebol Americano.
O SC Bowl X aconteceu no dia 23 de abril de 2015, tendo como campeão o Timbó Rex. A decisão foi realizada no Estádio do SESI, na cidade de Blumenau. O placar final foi Timbó Rex 39 X 00 São José Istepôs, sagrando campeã a equipe do Timbó Rex após seu retorno à competição estadual.
O SC Bowl XI aconteceu no dia 12 de Junho de 2016, tendo como campeão novamente o Timbó Rex, de forma invicta. A decisão foi realizada às 15h no Complexo Esportivo de Timbó, em Timbó. O placar final foi Timbó Rex 17 X 06 São José Istepôs, sagrando bicampeã na competição estadual a equipe do Timbó Rex.
| Ano           | Cidade           |                      | SC Bowl   | SC Bowl              | SC Bowl              |                      |                    |                    |
| Ano           | Cidade           | Vencedor             | Placar    | Vice-campeão         | 3º lugar             | 4º lugar             |                    |                    |
| 2006 Detalhes | Joinville        | Joinville Panzers    | 21 X 00   | Brusque Admirals     | Floripa Istepôs      | Jaraguá Breakers     |                    |                    |
| 2007 Detalhes | Joinville        | Joinville Panzers    | 27 X 00   | Brusque Admirals     | Floripa Istepôs      | Blumenau Riesen      |                    |                    |
| 2008 Detalhes | Joinville        | Joinville Panzers    | 06 X 00   | Jaraguá Breakers     | Brusque Admirals     | Floripa Istepôs      |                    |                    |
| 2009          | Joinville        | Joinville Gladiators | 21 X 14   | São José Istepôs     | Timbó Rhinos         | Brusque Admirals     |                    |                    |
| 2010 Detalhes | Joinville        | Joinville Gladiators | 20 X 07   | São José Istepôs     | Brusque Admirals     | Timbó Rhinos         |                    |                    |
| 2011 Detalhes | Joinville        | Joinville Gladiators | 35 X 12   | Corupá Buffalos      | São José Istepôs     | Jaragua Breakers     |                    |                    |
| 2012 Detalhes | Corupá           | Corupá Buffalos      | 16 X 14   | São José Istepôs     | Barbaros do Vale     | Joinville Gladiators |                    |                    |
| 2013          | São José         | São José Istepôs     | 71 X 00   | Corupá Buffalos      | Barbaros do Vale     | Itapema White Sharks |                    |                    |
| 2014          | São João Batista | São José Istepôs     | 16 X 00   | Joinville Gladiators | Corupá Buffalos      | Itapema White Sharks |                    |                    |
| 2015          | Blumenau         | Timbó Rex            | 39 X 00   | São José Istepôs     | Itapema White Sharks | Joinville Gladiators |                    |                    |
| 2016          | Timbó            | Timbó Rex            | 17 X 00   | São José Istepôs     | Miners FA            | Corupá Buffalos      |                    |                    |
| 2017          | Blumenau         |                      | Timbó Rex | 28 X 07              | São José Istepôs     |                      | Jaraguá Brakers    | Gaspar Black Hawks |
| 2018          | Itajaí           |                      | Timbó Rex | 24 X 00              | São José Istepôs     |                      | Gaspar Black Hawks | Jaraguá Brakers    |
| 2019          | Blumenau         |                      | Timbó Rex | 30 X 12              | São José Istepôs     |                      | Gaspar Black Hawks | Jaraguá Brakers    |

### Títulos por equipe
| Equipe                                                | Títulos                          | Vices                                              | Terceiros            | Quartos                    |
| ----------------------------------------------------- | -------------------------------- | -------------------------------------------------- | -------------------- | -------------------------- |
| Timbó Rex (ex-Timbó Rhinos)                           | 5 (2015, 2016, 2017, 2018, 2019) | 0                                                  | 1 (2009)             | 1 (2010)                   |
| Joinville Gladiators                                  | 3 (2009, 2010, 2011)             | 1 (2014)                                           | 0                    | 2 (2012 e 2015)            |
| Joinville Panzers                                     | 3 (2006, 2007, 2008)             | 0                                                  | 0                    | 0                          |
| São José Istepôs (ex-Floripa Istepôs)                 | 2 (2013, 2014)                   | 8 (2009, 2010, 2012, 2015, 2016, 2017, 2018, 2019) | 3 (2006, 2007, 2011) | 1 (2008)                   |
| Corupá Buffalos                                       | 1 (2012)                         | 2 (2011, 2013)                                     | 1 (2014)             | 0                          |
| Brusque Admirals                                      | 0                                | 2 (2006, 2007)                                     | 2 (2008, 2010)       | 1 (2009)                   |
| Gaspar Black Hawks                                    | 0                                | 0                                                  | 2 (2018, 2019)       | 1 (2017)                   |
| Jaraguá Breakers                                      | 0                                | 1 (2008)                                           | 1 (2017)             | 4 (2006, 2011, 2018, 2019) |
| Bárbaros do Vale                                      | 0                                | 0                                                  | 2 (2012, 2013)       | 0                          |
| Itapema White Sharks                                  | 0                                | 0                                                  | 1 (2015)             | 2 (2013, 2014)             |
| Blumenau Riesen                                       | 0                                | 0                                                  | 0                    | 1 (2007)                   |
| Balneário Camboriú Lobos do Mar / Camboriú Broqueiros | 0                                | 0                                                  | 0                    | 0                          |
| Criciúma Slayers / Criciúma Miners                    | 0                                | 0                                                  | 0                    | 0                          |
| Tubarão Predadores                                    | 0                                | 0                                                  | 0                    | 0                          |

## Temporada 2009
Na temporada de 2009, a Liga Catarinense de Futebol Americano foi realizada pela primeira vez com o uso de Full-pads (capacetes e ombreiras). Todos os cinco times que participaram usaram obrigatoriamente os equipamentos. O campeonato contou com cinco equipes, com confrontos entre todos times divididos em turno e returno, onde o primeiro colocado carimbou seu passaporte direto para a final, já os detentores da segunda e terceira colocação realizaram uma semi-final onde o vencedor jogou contra o primeiro colocado na temporada regular para decidir o título.

## Ligações Externas
- «LCFA - Liga Catarinense de Futebol Americano (Site Oficial - Rede Social)»